# Eisenhower Avenue
Eisenhower Avenue è una stazione della metropolitana di Washington, situata sulla linea gialla. Si trova ad Alexandria, in Virginia.
È stata inaugurata il 17 dicembre 1983, contestualmente all'apertura del tratto National Airport-Huntington.